# Pitch Black
Pitch Black è un film di fantascienza del 2000 diretto da David Twohy, con protagonista Vin Diesel nei panni dell'antieroe Riddick.
L'edizione home video è stata distribuita anche con il titolo The Chronicles of Riddick: Pitch Black.

## Trama
La nave spaziale Hunter-Gratzner sta trasportando, in modalità autopilota, un carico di 40 passeggeri in ibernazione verso il sistema di Tangea quando, dopo 22 settimane di viaggio, incrocia la coda di una cometa e, a causa dell'impatto con i detriti, subisce una grave perdita di pressurizzazione.
Il computer di bordo risveglia immediatamente i membri dell'equipaggio rimasti, ovvero i piloti Carolyn Fry e Greg Owens per risolvere l'emergenza, ma nel frattempo, a causa dell'urto, la nave si è avvicinata troppo ad un pianeta sconosciuto e ne rimane fatalmente attratta.
Nel disastroso atterraggio di emergenza che ne segue sopravvivono solo undici persone: Carolyn, l'antiquario Paris P. Ogilvie, il musulmano Abu al-Walid ed i suoi tre piccoli discepoli, l'ingegnere Sharon "Shazza" Montgomery, il cercatore John "Zeke" Ezekiel, un ragazzino di nome Jack, il poliziotto William J. Johns e il freddo e spietato assassino chiamato Richard B. Riddick, che doveva essere portato in una prigione di massima sicurezza.
Mentre cercano dell'acqua, Riddick riesce a fuggire e i superstiti scoprono alcune cose sul pianeta: esso non conosce la notte, in quanto è illuminato da un sistema di soli ternario e sembra apparentemente desertico e privo di vita. Durante questa prima fase di tentativi di sopravvivenza, Riddick si mette a osservarli e a giocare con loro; intanto Carolyn racconta a Johns che voleva sganciarli per rimettere in asse la nave; dopo di che tutti insieme trovano un vecchio campo scientifico abbandonato, dove possono finalmente procurarsi da bere.
Mentre Zeke scava le fosse per i morti nota un buco e nell'esplorarlo viene misteriosamente ucciso. Shazza giunge sul posto e vede sia il buco ricoperto di sangue sia Riddick sul posto, il quale si scontra con Johns che nella lotta gli toglie gli occhialetti e lo rende inerme, poiché sembra che sia sensibile alla luce del sole. Il criminale viene legato. Carolyn lo interroga su cosa sia successo prima che Zeke morisse, e Riddick per tutta risposta le dice che non è di lui che dovrebbero preoccuparsi, quindi le fa vedere i suoi occhi che brillano in maniera atipica. Alla domanda di Jack (che stava ascoltando tutto di nascosto) su come se li è procurati, risponde che in carcere uccise un detenuto e lo misero in isolamento dove, a causa dell'assenza di luce, gli si rovinarono e che poi convinse un medico a eseguire un intervento chirurgico che gli permise di vedere perfettamente al buio, rendendo però i suoi occhi ipersensibili alla luce.
Successivamente Carolyn esplora il buco dove Zeke è morto e fa una terribile scoperta rischiando quasi di morire: il pianeta infatti si rivela essere abitato da una specie aliena tremendamente aggressiva, animali predatori che non sono in grado di sopravvivere all'esposizione solare e per questo sono costretti a vivere nel sottosuolo. Per salvarsi i naufraghi scoprono nell'insediamento una navetta di salvataggio in disuso e Johns decide di liberare Riddick per ottenere il suo aiuto.
Si mettono al lavoro per riattivarla e trarsi in salvo, ma uno dei seguaci dell'Imam viene attaccato nella sala carotaggio da alcune creature in versione più piccola e ucciso; poco dopo i naufraghi scoprono che l'originario gruppo del campo è stato massacrato dagli esseri, ma le brutte sorprese non sono finite: ogni 22 anni infatti si verifica un'eclissi totale dei soli che potrebbe durare molti mesi, e loro si trovano sul pianeta nel periodo in cui si verifica tale evento. Senza la luce dei soli, gli alieni sono liberi di uscire a loro piacimento dal sottosuolo, come avvenuto 22 anni prima quando hanno ucciso l'altro gruppo.
Riddick e gli altri decidono di giocarsi il tutto per tutto, cercando di portare dai rottami della Hunter-Gratzner un numero sufficiente di batterie necessarie a far partire la navicella spaziale, ma tornando al relitto vengono sorpresi dall'eclissi e perdono Shazza, la quale viene sbranata dalle creature, e un altro dei ragazzi dell'Imam. Armati di ogni fonte luminosa possibile escono dal relitto con le batterie, guidati da Riddick e dalla sua visione notturna, ma le luci di Paris si spengono e questi, spaventato, si stacca dagli altri e viene ucciso. Durante il tragitto alcuni notano tracce degli pneumatici del mezzo con cui erano arrivati al relitto e Riddick confessa di aver girato intorno per avere il tempo di pensare.
C'è difatti un canalone vicino a dove sono che li porterebbe alla navetta, ma sarebbe un suicidio, poiché questo è infestato da molte creature; inoltre Riddick rivela agli altri che Jack in realtà è una femmina e ha il ciclo, per cui le creature verrebbero attratte dal suo sangue e loro diverrebbero un bersaglio facile. Carolyn vorrebbe tornare indietro per paura, ma Johns, dopo aver raccontato a tutti che voleva sbarazzarsi di loro durante l'atterraggio, obbliga gli altri ad andare al canalone.
Poco dopo Johns cerca di convincere Riddick a far morire uno dei quattro per attraversare il canalone con poche perdite, proponendo la ragazzina, ma Riddick propone un'esca più invitante, ovvero lo stesso Johns, e dopo un breve combattimento lo lascia al buio e lo fa uccidere dalle creature; quindi i rimasti in vita proseguono verso la nave.
Arrivati al canale però inizia a piovere e l'ultimo dei ragazzi dell'Imam muore, mentre tutti si rifugiano in una cavità tra le rocce, tranne Riddick che recupera le batterie e scappa, lasciandoli lì. Viene poi raggiunto da Carolyn, la quale, per riscattare il passato tentativo di sacrificare l'equipaggio, riesce a convincerlo a salvarli tutti tornando a recuperare Jack e l'Imam. Riddick fa guadagnare loro tempo distraendo una creatura che li aveva raggiunti, sfruttando il punto cieco che hanno al centro della testa per non farsi vedere, ma viene ferito da un altro esemplare sopraggiunto alle sue spalle; quindi sopraggiunge Carolyn che lo aiuta a tornare sulla nave per poi essere uccisa a sua volta dalle creature. Le creature si avvicinano alla nave ma Riddick, azionando i motori per la partenza, le brucia tutte, salvandosi con Jack e l'Imam.
Una volta nello spazio, Jack, il cui vero nome è Jackie, pone la domanda a Riddick su cosa avrebbero dovuto raccontare di quanto accaduto. Lui risponde che dovranno dire che Riddick è morto su quel pianeta.

## Produzione

### Riprese
Il film è stato girato negli USA e in Australia tra il 13 marzo e il 30 luglio 1999.

## Distribuzione
Il film è stato distribuito negli Stati Uniti il 18 febbraio 2000 e in quelle italiane il 24 novembre 2000.

## Accoglienza

### Incassi
A fronte di un budget di $ 23 milioni, il film ha incassato complessivamente 53187659 $.

## Riconoscimenti
- 2000 – Saturn Award[3]
  - Candidatura per il miglior film di fantascienza
- 2001 – Australian Cinematographers Society
  - Direttore della fotografia dell'anno a David Eggby
  - Golden Tripod a David Eggby
- 2001 – Blockbuster Entertainment Awards
  - Candidatura per l'attore preferito a Vin Diesel
- 2001 – Bram Stoker Award
  - Candidatura per la miglior scenografia a David Twohy, Ken Wheat, Jim Wheat
- 2001 – International Horror Guild Award
  - Candidatura per il miglior film

## Opere derivate
- 2004 - The Chronicles of Riddick: Escape from Butcher Bay, videogioco
- 2004 - The Chronicles of Riddick: Dark Fury, mediometraggio animato direct-to-video
- 2009 - The Chronicles of Riddick: Assault on Dark Athena, videogioco

## Sequel
Il film ha avuto due sequel, The Chronicles of Riddick nel 2004 e Riddick nel 2013, formando così una trilogia.